# Cabo Polonio
Cabo Polonio (en français : Cap Polonio) est un hameau du département de Rocha en Uruguay, une station balnéaire et un parc national et naturel.

## Origine du nom
Le nom du hameau est celui d'un cap, à proximité duquel se sont produits de nombreux naufrages. Le mot espagnol polonio signifie « polonium » mais c'est une coïncidence. Deux origines sont données pour le nom du cap : Joseph Polloni, capitaine d'un navire naufragé en 1753, ou bien le Polonio, nom d'un autre navire naufragé.

## Attrait touristique
Ce village côtier est caractérisé par des paysages désertiques, des dunes, ainsi que par une faune importante. Par exemple, il est facile de voir des loups marins. Une autre caractéristique importante c’est le manque de courant électrique, ce qui fait en sorte que les nuits sont des moments où les étoiles sont plus facilement visibles qu’en ville.
Par ailleurs, Cabo Polonio compte, en plus d'un phare, quelques grottes à visiter ainsi que quelques auberges.

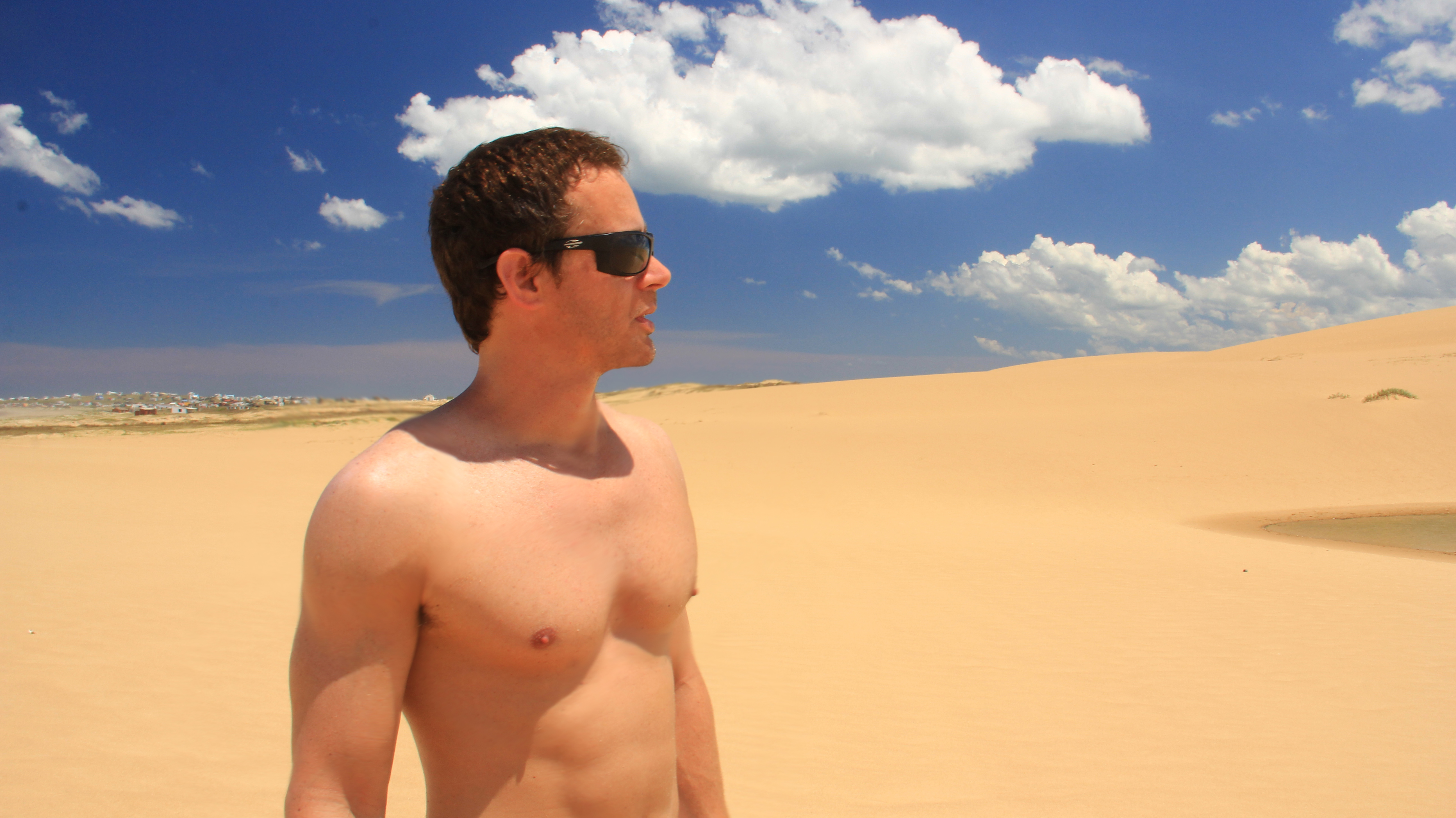
Le présentateur de télévision uruguayen Sebastián Beltrame sur les dunes du Cap Polonio.

## Population
Selon le recensement de 2004 à Cabo Polonio, 72 personnes y résidaient.
| Année | Population |
| ----- | ---------- |
| 1963  | 58         |
| 1975  | 36         |
| 1985  | 53         |
| 1996  | 103        |
| 2004  | 72         |